# Lee Buchanan
Lee David Buchanan (* 7. März 2001 in Mansfield) ist ein englischer Fußballspieler, der bei Birmingham City unter Vertrag steht. Der linke Außenverteidiger ist seit Oktober 2020 englischer U21-Nationalspieler.

## Karriere

### Verein
Der in Mansfield geborene Buchanan entstammt der Jugendabteilung von Derby County, wo der linke Außenverteidiger im Januar 2019 erstmals in die erste Mannschaft beordert wurde. Am 13. August 2019 gab er beim 1:0-Ligapokalsieg gegen Scunthorpe United sein Debüt und erzielte in dieser Partie das einzige Tor des Tages. Sein erstes Spiel in der zweithöchsten englischen Spielklasse bestritt er zwei Wochen später (5. Spieltag) beim 1:1-Unentschieden gegen West Bromwich Albion. Er absolvierte anschließend zwei weitere Pflichtspiele, bevor er wieder in die U23 zurückgezogen wurde. Erst zum Ende der Saison 2019/20 erhielt er wieder die Chance bei den Herren und die seine erste Spielzeit beendete er mit fünf Ligaeinsätzen. Am 31. Juli 2020 unterzeichnete er einen neuen Zweijahresvertrag bei den Rams. In der nächsten Saison 2020/21 etablierte er sich in der Startformation und zählte neben Jason Knight, Louie Sibley, Morgan Whittaker und Max Bird, die wie er aus Derbys Jugendakademie stammen, zum neuen Kern an jungen Spielern im Kader.
Zur Saison 2022/23 wechselte Buchanan in die Bundesliga zum Aufsteiger Werder Bremen.
Im Sommer 2023 wechselte er zu Birmingham City und unterschrieb dort einen Vertrag bis 2028.

### Nationalmannschaft
Im Oktober und November 2019 bestritt Buchanan insgesamt drei Länderspiele für die englische U19-Nationalmannschaft. Im Oktober 2020 debütierte er in der U20 und seit November 2020 ist er auch für die U21 im Einsatz.

## Auszeichnungen
- Rookie des Monats der Bundesliga: August 2022